# TV4-nyheterna Stockholm
TV4-nyheterna Stockholm var ett lokalt nyhetsprogram som sändes över Stockholm sedan 1 september 1992 i TV4 och sedan 2 maj 2011 även i TV4 Plus (numera Sjuan) till 29 november 2013. Kanalen ingick i slutet i TV4-gruppens dotterbolag TV4 Sverige som ägde de lokala TV-stationerna som sände i TV4, Sjuan och på nyheterna.se. Sedan 1 december 2013 får tittarna istället se blandade lokala nyheter, den lokala väderrapporten och trafikrapporten finns kvar.

## Historik
Sändningarna startade 17:15 1 september 1992 från en källare på Odengatan 104 i Stockholm. Då var det en fristående station som ägdes av Mediabolaget och tv+ men som sände i TV4.
TV4 blev sedermera delägare i lokal-TV-bolagen. TV4 ägde 65 procent av bolaget och Mediabolaget EWE AB resten fram till 1999 när en överenskommelse träffades om att TV4 skulle ta över hela TV-stationen.
1999 flyttades TV4 Stockholm till Mäster Samuelsgatan i Stockholm city. Där användes skyltfönstret mot gatan som en levande del av studiodekoren. Av kostnadsskäl valde dock TV4-gruppen att flytta sändningarna till sitt huvudkontor vid Gärdet i Stockholm.
Redaktionen var från år 2002 belägen vid TV4-gruppens huvudkontor på Gärdet i Stockholm.
Från november 2008, då TV4 Sverige tog över TV4 Stockholm, sköttes även sändningarna över TV4:s lokala program över bland annat Gävle-Dalarna och Norrköping.

## Sändningar
TV4 Stockholm som producerade nyheter för Stockholm med omnejd, flera gånger om dagen, måndag till fredag. Programmet har tidigare gått under namnet TV Stockholm och TV4 Stockholm, men var ett renodlat nyhetsprogram sedan 2007 under namnet TV4-nyheterna Stockholm. 
Sändningarna i Nyhetsmorgon avslutas med trafikinformation från Trafik Stockholm, tidigare från Vinyl 107. Trafikenrapporten sänds från Trafik Stockholms huvudkontor i Kristineberg, inte från TV4-huset. TV-sändningarna har tidigare skett från Hötorgsskraporna.

## Programledare
Celinda Andersson, Karl Mogren, Soraya Lavasani, Sven Melander, Lisa Rennerstedt, Peter Jihde, Johan Macéus, Ulrika Bergquist, Annika Edwards, August Bergkvist, Henrik Alsterdal, Inger Nilsson, Jan Guillou, Daniel Singh, Andrea Hökerberg, Pia Sehm, Åsa Maj Jonzon och Thomas Ritter.